# Нінісіна
Нінісіна, Нінінсіна (шум. Пані Ісіна) — шумерська богиня лікування та божественна покровителька міста Ісін. Її прославляли як «великого лікаря чорноголових» (тобто шумерів). Її батьком був небесний бог Ан, її матір'ю — богиня землі на ім'я Ураш. Їхній син Даму також став доктором, вигнавши демонів і «вилікувавши порване сухожилля».